# ハーグ条約 (1698年)
ハーグ条約（ハーグじょうやく、英語: Treaty of The Hague、オランダ語: Verdrag van Den Haag、フランス語: Traité de La Haye）、または第一次分割条約（だいいちじぶんかつじょうやく、英語: The First Partition Treaty、オランダ語: Eerste Partitieverdrag）は、1698年10月11日に締結された、イングランド王国、ネーデルラント連邦共和国とフランス王国の間の条約。

## 内容
条約はスペイン王位の継承争いを解決する試みとして継承者にヨーゼフ・フェルディナント・レオポルト・フォン・バイエルンを推し、フランスのグラン・ドーファンがナポリ王国、シチリア王国、トスカーナ大公国を獲得、神聖ローマ皇帝レオポルト1世の次男カール大公がミラノ公国を獲得するとした。スペイン領ネーデルラント、スペイン領東インド、ヌエバ・エスパーニャはヨーゼフ・フェルディナントが継承する。

## その後
しかし、ヨーゼフ・フェルディナントは1699年に死去、ハーグ条約が無効になった。紛争の解決は1700年のロンドン条約（第二次分割条約）で再び試みられたが、カール大公はイタリアがオーストリア領にならないので拒否した。
またスペイン王カルロス2世もスペイン帝国の分割を拒否し、遺言で帝国全体をグラン・ドーファンの次男アンジュー公フィリップに贈与した。カルロス2世が死去すると、フランス王ルイ14世はハーグ条約を反故にしたが、カルロス2世の遺言も（実力行使で）挑戦され、1701年にはヨーロッパ全体を巻き込んだスペイン継承戦争が勃発した。